# Лузанівка
Лузанівка — село в Україні,  у Черкаському районі Черкаської області, підпорядковане Кам'янській міській громаді. Розташоване за 21 км на захід від центру громади — міста Кам'янка та за 8 км від залізничної станції Райгород. Населення 464 чоловік (на 2024 рік).

## Фізико-географічний нарис
Розташоване у межах Придніпровської височини, у Дністровсько-Дніпровській лісостеповій фізико-географічній провінції. Середня температура січня −5,5 °C, липня +20 °C, опадів 480—560 мм на рік, сніговий покрив до 15 см заввишки. Територія села розчленована долинами річок, ярами і балками, поверхня має хвилястий вигляд. Походження їхнє пов'язано з річками, що прорили собі глибокі річища талими водами під час відступу Дніпровського льодовика у пізньому палеоліті (40-13 тис. р. тому).
На лівому урвистому березі р. Сирий  (Мокрий) Ташлик, за 300 м на захід від східної частини с. Лузанівка виявлено відслонення Лузанівської серії палеоценового і плейстоценового віку. Воно розташоване на стрімкому схилі протягом близько 100 м. Тут відслонюються четвертинні відклади верхнього і середнього плейстоцену та третинні відклади середнього еоцену (бучацька серія)та нижнього палеоцену (райгородська товща). Біля відслонення є невеликий кар'єр з розробки гранітів рапаківі корсунь-новомиргородського ярусу палеопротерозойського віку (http://www [Архівовано 5 березня 2022 у Wayback Machine.]. geomandry.com.ua). Відслонення Лузанівської серії єдине в центральній частині Українського щита. Геологічна пам'ятка унікальна, має наукове значення. Лузанівський розріз — геологічна пам'ятка природи місцевого значення.
У природничих фондах Черкаського обласного краєзнавчого музею Черкаський обласний краєзнавчий музей зберігається палеонтологічна колекція скам'янілих молюсків з Лузанівського (с. Лузанівка Кам'янського р-ну) розрізу палеоцену (70 млн років), досліджена та подарована музею доктором геолого-мінералогічних наук, лауреатом Державної премії УРСР (1989 р.) Д. Є., Макаренком.
Біля села і в самому селі є урочища, вкриті лісом або безлісі: Западн'е, Янкове, Явтухів ярок у відрогах балок на лівому березі Гладкого Яру, Гашине, Вигін, Мотронин ярок, Бойчихине провалля, Гузине провалля — на правому березі Гладкого Яру; Діхтяреве — по обидва боки невеличкої річечки Діхтярки (ліва притока р. Сердючки), яка бере початок з джерел в центрі лісового урочища Діхтяреве; Заїчкин ярок, Попове — на південній околиці села. Р. Сердючка тече з с. Сердюківки Смілянського району, протікає по Лузанівці Гладким Яром, недалеко від впадіння її в р. Мокрий Ташлик вона приймає ще одну ліву притоку — р. Панську, яка тече Панським Яром; Сосняк — на крутому правому березі р. Мокрий Ташлик на північ від Балабівки; Стахів ярок — на північній околиці села за Смиківкою.
У річці Мокрий Ташлик та її притоках раніше (50-60- роки ХХ ст.) водилися такі види риб: верховодка, вьюн, гірчак, короп, карась, красноперка, окунь, пічкур, плітка, щипавка, щука, явдошка. Наймасовішими видами риб у ставку були карась, короп (звичайний і дзеркальний), верховодка, окунь, а в притоках (річки Сердючка, Діхтярка і Панська) — явдошка, пічкур і щипавка. Вьюн уже тоді був доволі рідкісним, при риболовлі «хваткою» у заводях річки Сердючки У Гладкому Яру (між обійстями діда Олекси Федуна (лівий берег) та Дмитра Медведенка (правий берег)) та між толокою Гашине (заліснена у 50-60-х роках ХХ ст.)) і обійстям «Маланчині зарості»), або «павуком» нижче опуста греблі Лузанівської ГЕС зрідка попадалися лише окремі його екземпляри. До речі, на вербах біля річки у «Маланчиних заростях» була велика колонія червонокнижного виду комах — жука-оленя(Lucanus cervus L.).

## Історія
Село відоме з кінця XVI ст. (http://kamenka.freeoda.com/600.html [Архівовано 29 травня 2014 у Wayback Machine.]) за іншими джерелами — з середини XVII ст. Назва села походить від назви чагарникової верби — лози, яка у великій кількості росла в заплаві річки Мокрий (Сирий) Ташлик, що протікає через село від Балабівки до кінця Луки і до межі з с. Копійчаним. Великі зарості лози були також біля озера, яке лежало в низині ліворуч від дороги «Великий Шлях», що веде до с.Сердюківки Смілянського р-ну. Назва «Лозанівка» зберігалася до 1937 р., а назва «Лозанівська школа» Лозанівська середня школа — до 70 років XX ст. Іншу версію походження назви села від одного з перших поселенців — козака Лузана, очевидно треба відкинути. Адже поруч є село Вербівка, яке отримало свою назву від верби, де було і є багато верб.
Перше поселення — три хутори:
- Хутір Хандусь. Громадянин на прізвище Хандусь займав землю трикутник луки 8,0 га, тут же мав ставок і млин;
- Римарська Лука. Займала 80 га родина Римаря Трохима;
- Гордієнківська Лука займала 70 га.

Ще з XIX століття окремі частини села мають свої неофіційні назви: Центр (Село), Гладкий Яр, Смиківка, Шкрябаківка, Лука, Балабівка, Панський Яр, За цариною.
В ХІХ ст.село було центром Лозанівської волості, до якої ще входили села Сердюківка та Райгород, з кінця XIX ст. село відносилося до Ташлицької волості Черкаського повіту. Станом на 1886 р. в селі було 310 дворів, 3 постоялих будинки, 3 водяних млини, 15 вітряків, винокурний завод, цегельня. Цукрове підприємство належало сім'ї відомих цукрозаводчиків-меценатів Терещенків. У кінці ХІХ — на початку ХХ ст. у селі було: дворян — 5 чол. і 4 жін., духовенства — 6 чол., 7 жін., селян — 1149 чол., 1112 — жін., міщан — 16 чол., 14 — жін., євреїв — 4 -чол., 6 — жін. Протипожежних засобів у сільській управі — 4 бочки, 5 гаків (багрів), у панській економії — одна пожежна труба. З охорони — 1 соцький, 8 поліціянських десятників.
Лузанівка XIX століття відома тим, що в 1845 р. село відвідав Т.Г.Шевченко, який зупинявся у відомого знавця старожитностей протоієрея Ієремія Семеновича Обидовського. В альбомі 1845 р.є 2 малюнки — № 201 та 202, зроблені в Лузанівці. Жанрова сцена. Ескізи та начерки. Олівець, 1845. Зображені обриси людей та краєвид Лузанівки. Рукою Т. Г. Шевченка зроблено підпис — «Отець Іеремія Обидовський проотоіерей Села Лузановки Черкаського уезду». У цей час в селі проживав відомий «українофіл», видатний польський історик, письменник, літературний критик, фундатор «української школи» у польській літературі Міхал Грабовські. В кінці XX століття в селі було поставлено пам'ятник Т. Г. Шевченку.
Димитрівська церква Київської єпархії (Церква во ім'я Великомученика Димитрія) побудована в Лузанівці в 1811 р. місцевим поміщиком Іваном Федоровичем Красовським (Похилевич, 1864). З тих пір 8 листопада в селі відзначається храмове свято «Дмитра». Церква відповідно до штатного розкладу відносилася до 5-го класу, мала свою земельну ділянку. І. Ф. Красовський з дружиною були поховані в церкві, а біля церкви їхні члени сім'ї та інші особи. Будівля церкви камінна, з високою дзвіницею. Остання, за свідченнями очевидців (спогади Бойко К. Г. (1907—1994), була схожа з дзвіницею Києво-Печерської лаври. Над могилами були хороші пам'ятники. В радянський час церква та багато пам'ятників на цвинтарі біля неї були зруйновані. На початку 50-х років XX ст. при потуранні місцевої влади, навіть каміння з могил (склепів) цвинтаря біля церкви розбиралося місцевими мешканцями як будівельний матеріал. На одному з склепів був напис «Генерал Белокопытов», на останках в цьому склепі був військовий одяг з генеральськими лампасами.
Після 1877 року в селі відкрито церковно-парафіяльну школу на 2 групи. В 1903-1904 роках відкрито церковно-приходську школу для якої було побудувано приміщення для двох класів. У ній було 90 учнів. Від неї бере початок нинішня загальноосвітня школа.
У 1905 році в Лузанівці відбувся страйк під керівництвом Х. М. Махненка і В. Г. Гордієнка. Селяни вимагали розподілу поміщицьких земель. Виступ було придушено, а його керівників заарештовано.
До 1917 р. в селі була економія пані Єфросинії Сахновської. Територія економії розпочиналася від місця сучасного цвинтаря і тягнулася в східному напрямку до річки. В економії під час жнив працювали механічні молотарки. Тут були будівлі для збереження зерна, конюшня, воловня та інші господарські і житлові будівлі. Воловня була двоповерхова, причому по похилому насипу на другий поверх заїздили возами, запряженими волами. Працював цегельний завод, який виробляв дуже міцну, червоного кольору, випалену цеглу з штампом «ЕС» на кожній цеглині, що було клеймом якості Є. Сахновської. За радянських часів все це було знищене уже в кінці 40-х років XX ст. на місці господарства розкинулося рівне чорноземне колгоспне поле без будь-яких слідів такого великого господарства. Від місця, де зараз розташований сільський будинок культури та нижче Димитрівської церкви, був дуже гарний парк з різних деревних порід, у тому числі екзотичних, з фонтанами, скульптурами, який тягнувся вниз до набережної великого ставка в заплаві річки Сирий Ташлик. В ставку росли красиві білі та жовті водяні лілії, плавали лебеді та інші водоплавні птахи. Це було місце відпочинку відкрите для всіх мешканців села. Під час Першої світової війни у 1915 р. поміщиця Єфросинія Миколаївна Сахновська заснувала благочинну організацію і власним коштом утримувала військовий шпиталь у якому лікувалися поранені військовослужбовці.
У січні 1920 року в село увійшли більшовицькі війська Росії. У 1921 р. в селі Лозанівці під час рейду по тилах більшовиків зупинялася армія Холодноярської Республіки (Ю. Горліс-Горський, 2005).
У 1921 році організовано Союз «Зрілий колос» (голова Чукаль М. В.). У 1927 році створено першу комуну «Гуртова Сила» (організатор Римар П. Н. У 1929 році утворено два колгоспи «Надія» (голова М. В. Чукаль) і «Червона Нива» (голова Д. П. Гордієнко). Комуну «Гуртова Сила» і колгосп «Червона Нива» об'єднано в один колгосп, який став називатися ім. Чапаєва (голова М. Й. Хіхло). Колгосп «Надія» перейменовано на колгосп ім. Чкалова (голова П. М. Кривенко).
Вже в 20-х роках почалися репресії та посилились з початку 30-х років ХХ ст. Так в «Довідці про куркульські господарства, вислані за межі села Лузанівка, Кам'янський район, Шевченківська округа», вказані власники цих господарств та відібране у них майно: Кальницька Олена Полікарпівна, хата, сарай. Кривецька Васила Савовна, хата, сарай, клуня, комора. Лисенко Олекса Юхимів, хата, сарай, клуня, комора. Медведенко Дмитро А., хата, сарай, повітка, комора. Медведенко Іван А., хата, клуня, комора, сараї, саж, млин. Пономаренко Мусій Олексійович, хата, сарай, саж, млин. Римарь Влас Андріїв, хата, млин, повітка, комора, сарай, клуня. Римарь Іван Андріїв, хата, комора, повітка, клуня. Римарь Іван Іванович, хата, сарай, клуня. Шевченко Федір Семенович, хата, клуня, комора. Ясногородський Павло Савович, хата, повітка, клуня (Реабілітовані історією.., 2016).
Під час Голодомору 1932—1933 рр. від голоду в селі померли 800 чоловік (http://kamkraeznavec.at.ua/news/richnicja_golodomoru_1932_1933_rr/2011-11-26-19 [Архівовано 22 липня 2015 у Wayback Machine.]). В селі встановлено Пам'ятний знак жертвам Голодомору.
У 1939 році зруйновано церкву, керував руйнуванням голова сільради, при руйнуванні він наступив на дошку з великим цв'яхом, який пробив йому ногу наскрізь. У селі ще довго говорили про Божу кару. Був репресований Черненко Віталій Данилович, нар. 1935 р. у с. Лузанівка. У 1952 р. його та матір заарештували як членів сім'ї «ворога народу». Відбували заслання в Казахстані, м. Рудний. У 1953 р. був амністований. Закінчив Магнітогорський педагогічний інститут. Після реабілітації працював учителем, проживав у м. Сміла (https://web.archive.org/web/20120826190453/http:// www.volya.ck.ua/forum/viewtopic.php?).
На початку німецько-радянської війни колгоспний інвентар і худобу було відправлено за Дніпро, а частково розібрано селянами. За спогадами старожилів у серпні 1941 року селяни з хлібом-сіллю на в'їзді у село (біля садиби Ф.Шкаліберди) зустрічали німців, які мотоциклетною колоною вступали у село з боку с. Сердюківки по Великому шляху. Під час війни колгосп продовжував працювати, але уже під керівництвом німецької адміністрації (керівник «Фріц»). Оплату людям видавали натурою — зерном, олією та ін. Під час жнив дозволялося брати зерна стільки, щоб нести тільки в руках. При спробі завдати ношу на плечі, підбігав охоронець з числа розквартированої у селі частини «Русской освободительной армии» генерала Власова, що виконувала поліцейські функції, переважно це були росіяни і грузини, забирав зерно та ще й бив кілька разів нагайкою по спині. Оплата праці за німців була не поганою, оскільки після визволення села (7 січня 1944 року), у фонд червоної армії майже кожна сім'я здала до 0,2 тонни різного зерна — пшениці, кукурудзи, проса, сочевиці та ін. 
Бій з німцями за село розпочався десь у полудень 6 січня 1944 р. Перед цим радянські літаки скинули кілька бомб на будівлю школи де був німецький штаб, але не влучили, воронки від бомб глибиною десь 4 метри були на віддалі 100 метрів від школи, засипали їх лише на початку 50-х років. Наші війська наступали з села Телепино, хоча німці чекали наступу зі сходу від с. Лебедівки і перед цим усіх селян примушували копати траншеї і окопи на схід від Луки, перед цим усі мешканці Луки були евакуйовані і підселялися до хат селян у Гладкому і Панському ярах.
У роки німецько-радянської війни 412 мешканців села воювали на фронтах, 190 з них загинули, 220 нагороджені бойовими орденами і медалями. У центрі села на їх честь споруджено обеліск та алею Слави.
Після війни колгосп відновлював роботу, у перші повоєнні роки поля перекопували лопатами та орали коровами мешканців села. Працював вітровий млин (вітряк), мірошник Захарко. У 1949 році колгосп ім. Чапаєва і колгосп ім. Чкалова було об'єднано і названо ім. Молотова — (голова І. Я. Черненко, фронтовик, полковник). У 1957 році колгосп Молотова перейменовано на 40-річчя Жовтня. У 1957 році в селі було побудовано добротний сільський будинок культури (зав. клубу Федір Постойко) з фоє, великою залою, кімнатами для занять гуртків, з бібліотекою(зав. бібліотеки Марія Хіхло).Одним з керівників будівництва будинку культури був Ф.Д.Діхтяр. У 1962 році колгосп об'єднано з колгоспом "Перше Травня"села Лебедівка (голова М. І. Печиненко). З 1967 року по 1975 рік головою був Гончар Г. Я.
Загальноосвітня школа веде свій початок від 1903—1904 р. Першим вчителем був Лукавенко, у 1904—1914 р. завідувач школи — Тимофєєв Петро Йосипович. До війни завучем школи був відомий краєзнавець Гудзенко Кость Наумович, у 1946—1948 рр він працював вчителем. У 1952 р. було проведено перший набір учнів до середньої школи з десятирічним терміном навчання, причому навчання у 8-10 класах було платним і деякі учні з цієї причини кидали навчання. Знаними директорами школи у другій половині XX ст. були Козуб Іван Григорович, Ропій Михайло Олександрович, Петренко Раїса Микитівна. Дуже авторитетними серед жителів села були вчителі: Римар Леонід Андріянович, Доля Клим Нестерович, Римар Микита Ничипорович, Баята Степан Іванович та ін. Багато років очолювала школу директор Шкварець Катерина Матвіївна.
Серед випускників школи відомі люди нашої країни: Бойко Таміла Сидорівна, доцент, лікар-гінеколог, м. Донецьк; Бойко Микола Сидорович, кандидат медичних наук, лікар-уролог, м. Донецьк; Бойко Михайло Федосійович, доктор біологічних наук, професор, Заслужений діяч науки і техніки України, м. Херсон; Донченко Олександр Іванович, Заслужений працівник промисловості України;  Медведенко Василь Федорович, генерал армії, м. Донецьк; Медведенко Анатолій Федорович, професор, лікар-хірург, м. Донецьк; Гавриленко Анатолій Дмитрович, генерал МВД, м. Донецьк; Іщенко Микола Григорович, доктор філологічних наук, письменник; Махно Андрій Денисович, професор, Заслужений лікар України, м. Чернігів; Залізняк Михайло Володимирович — художник-«самородок»; Нестеренко Петро Семенович, редактор газети "Смілянські обрії, м. Сміла; Чекаль Віктор Микитович, доктор медичних наук, професор, Заслужений лікар України, м. Львів та ін.
Станом на 1972 рік в селі мешкало 1 889 жителів, колгосп «40-річчя Жовтня», мав в користуванні 3,4 тисяч га сільськогосподарських угідь, у тому числі 2,5 тисяч га орної землі. Основними напрямами господарства були вирощування зернових культур і цукових буряків і тваринництво. На той час в селі працювали середня школа, будинок культури на 400 місць, 2 бібліотеки з фондом 8 тисяч книг, дільнича лікарня на 25 ліжок та медпункт, побуткомбінат. З 1975 року по 1992 рік головою колгоспу був Іщук М. І. У 1993–1995 роках колгосп реорганізовано в агрофірму «Лузанівка» (П. С. Нестеренко). Станом на 2009 рік в селі проживало 700 мешканців, станом на 2024 рік - 464.

## Сучасність
Нині на території села працюють п'ять фермерських господарств, обслуговують населення п'ять магазинів. У селі є загальноосвітня школа, сільський будинок культури, відділення зв'язку, Ощадбанк, сільська рада. В приміщенні колишньої дільничної лікарні розташований сільський краєзнавчий музей.
У селі похоронений Микола Белима (1985—2015 рр.), боєць доброволець 40-го батальйону територіальної оборони «Кривбас». Він геройськи захищав Батьківщину в боях з російсько-терористичними бандитськими формуваннями, особливо відзначився при обороні м. Дебальцеве.

## Відомі люди
- Белима Микола Григорович (1985-2015) — сержант Збройних сил України, учасник російсько-української війни.
- Бойко Михайло Федосійович (05.01.1942) - український ботанік, доктор біологічних наук, професор Херсонського державного університету.